# Лі Ин
У цьому корейському імені прізвище (Лі) стоїть перед особовим ім'ям.
Лі Ин (кор.: хангиль: 이은 ; 20 жовтня 1897 — 1 травня 1970) — 28-й глава Корейського імператорського дому, генерал японської імператорської армії та останній імперський наслідний принц Корейської імперії. До того, як стати спадкоємцем трону Сунджона Корейського, який став імператором у 1907 році, Лі Ин мав титул імперського принца Йона (영친왕). У 1910 році Корейська імперія була анексована Японією, а імператор Сунджон був змушений зректися престолу. 28 квітня 1920 року в Токіо Лі Ин одружився з принцесою Масако Насімото, старшою дочкою принца Насімото Морімаса.
10 червня 1926 року, після смерті імператора Сунджона, Лі Ин отримав титул покійного імператора і став королем Лі Чхандоккуна (昌徳宮李王), який посилився в палаці Чхандок. Він отримав звання генерал-лейтенанта японської імператорської армії, командував японськими військами в Китаї та був членом Вищої військової ради. Після Другої світової війни йому було відмовлено у в'їзді до Кореї, а його японські титули були скасовані відповідно до статті 14 нової Конституції Японії в 1947 році. Після його смерті в 1970 році Лі Ин також відомий як кронпринц Иймін (의민태자), посмертне імя, дане Асоціацією королівської родини Чонджу Лі.

## Раннє життя

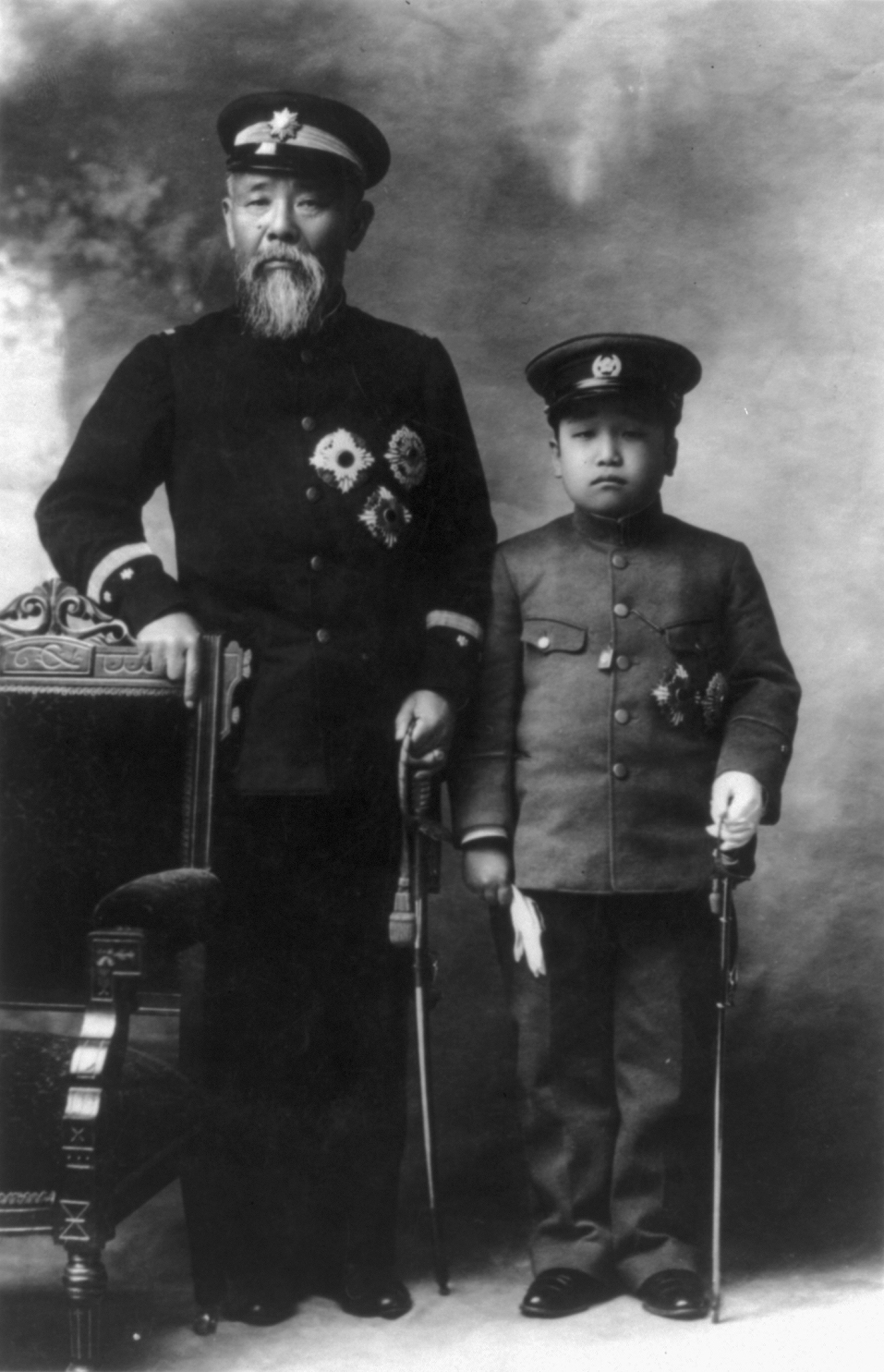
Лі та Іто Хіробумі

Принц народився 20 жовтня 1897 року в палаці Токсугун в Сеулі як сьомий син Коджона, імператора Кванму. Його матір'ю була почесна принцеса-консорт Еом Сон Йон, службовка палацу, яка посмертно була нагороджена титулом принцеси Сунхон. Він також був молодшим зведеним братом імператора Сунджона та імперського принца Ий. У 1900 році він був титулований імперським принцом Йоном, а в 1907 році став наслідним принцом, незважаючи на те, що був молодшим за принца Ий. База підтримки принца Ий при дворі була неміцною, оскільки його власна мати, леді Чан, уже померла.
За ініціативою Іто Хіробумі у грудні 1907 року він був доставлений до Японії, щоб бути зарахованим до школи однолітків Гакусюін. Цей крок мав на меті гарантувати, що після Гаазьку таємну справу емісарів корейська королівська родина не вживатиме жодних подальших антияпонських дій. Японський імператор Мейдзі, який здебільшого ігнорував власних онуків, багато уваги приділяв Лі Ину, виступаючи його опікуном. Іто приводив Лі Ина кожного разу, коли він відвідував принців Хірохіто, Тітібу та Такамацу. Очевидно, після вбивства Іто Мейдзі перестав так часто зустрічатися з Лі Ином. Лі Ину дозволили знову відвідати Корею лише після смерті його матері в 1911 році.

## Військова кар'єра
У вересні 1911 року принц був зарахований на другий курс Армійської центральної молодіжної школи, військової підготовки в Токіо. Він погано займався гімнастикою через свій маленький зріст, але досяг успіху в музиці та бойових мистецтвах. Потім він був зарахований до 29-го класу Імператорської академії японської армії, яку закінчив 25 травня 1917 року з відмінною оцінкою.

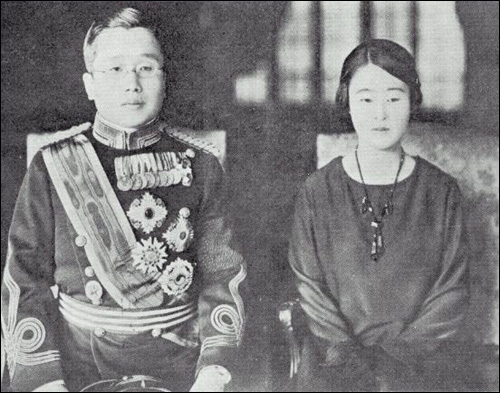
Лі та його дружина Лі Банджа (принцеса Масако), 1923 рік

25 грудня він отримав звання молодшого лейтенанта піхоти, і він неухильно підвищувався по званнях, отримавши підвищення до лейтенанта (квітень 1920 р.) і капітана (липень 1923 р.). У листопаді 1923 року закінчив 35-й випуск армійського штабного училища, командував батальйоном гвардійського 2-го піхотного полку. У грудні 1924 року він був призначений до Генерального штабу японської імператорської армії, а в липні 1926 року — до штабу Вибраної армії. У 1926 році разом зі своєю дружиною він відвідав Корею, щоб відвідати Сунджона Корейського. У травні 1927 року він був відправлений у велике європейське турне, відвідавши Францію, Швейцарію, Велику Британію, Бельгію, Нідерланди, Німеччину, Данію, Норвегію, Швецію, Польщу, Австрію, Чехословаччину, Італію, Монако та повернувшись до Японії у квітні 1928 року. У серпні він отримав звання майора і в серпні 1929 став командиром 1-го піхотного полку ЯІА. У грудні 1930 року він був призначений Генеральним інспекторатом військової підготовки, а в серпні 1932 року отримав звання підполковника. У серпні 1935 року він став полковником і командував 59-м піхотним полком ЯІА, що базувався в Уцуномії. З квітня 1937 р. — викладач Академії сухопутних військ.

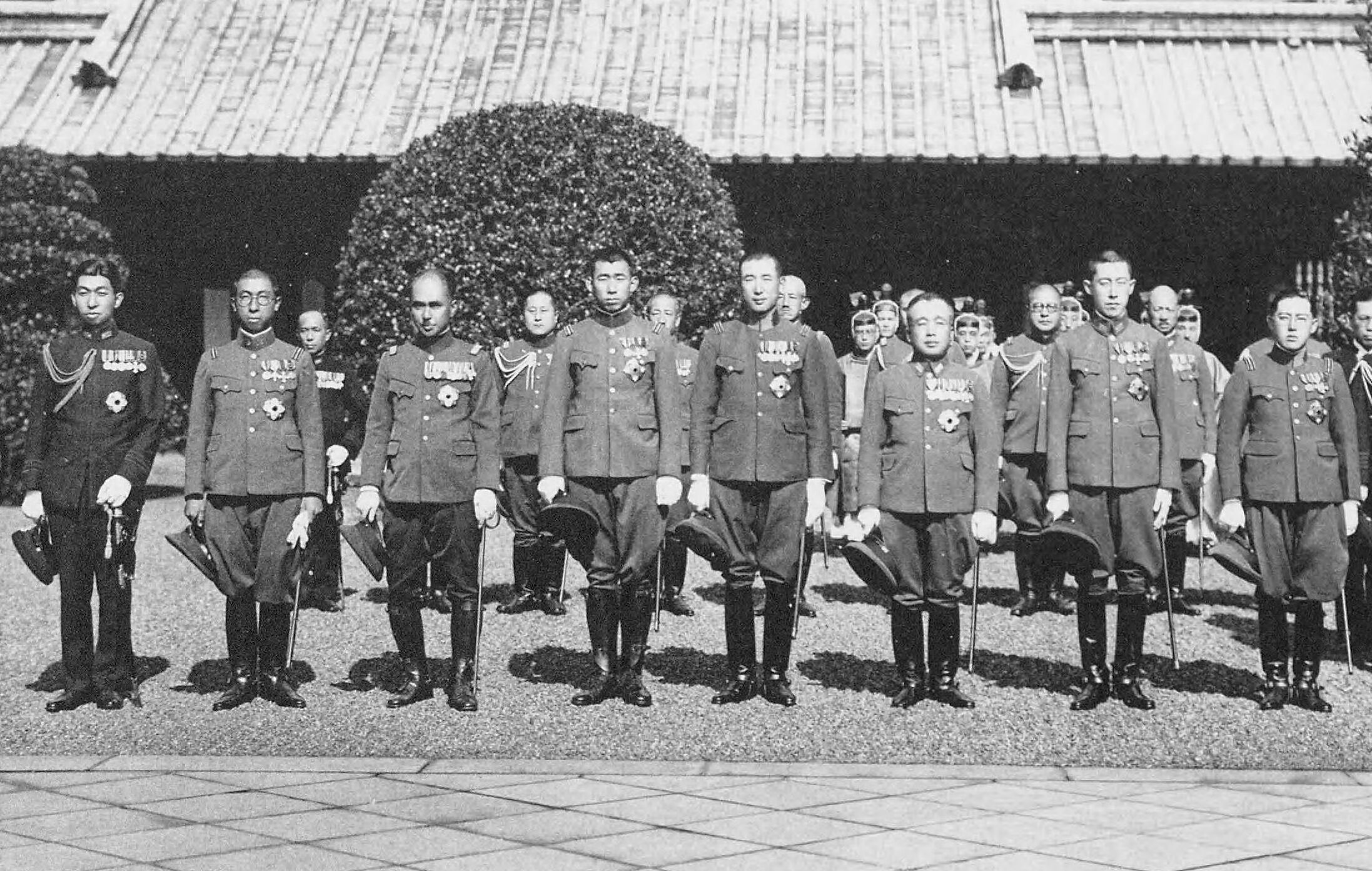
Справа наліво: племінники Лі Ина принц Лі У, принц Лі Гон та Лі Ин як офіцери японської імператорської армії разом із членами японської імператорської родини в храмі Ясукуні, 1938 рік

У липні 1938 року принц отримав звання генерал-майора і з грудня був призначений до штабу армії Північно-Китайської області, яка брала участь у бойових діях на півночі Китаю після початку Другої японо-китайської війни. Протягом першої половини 1939 року він здійснив численні інспекційні поїздки до фронтових підрозділів по всій північній Японії та оглядав частини гарнізону Квантунської армії в Маньчжоу-Го. У серпні призначений командиром 2-ї гвардійської бригади, а в травні 1940 року — командир резервного 4-го складу дивізії. У грудні отримав звання генерал-лейтенанта. У липні 1941 року його призначили командиром 51-ї дивізії ЯІА, яка також базувалася в Уцуномії.
Під його командуванням дивізія передислокувалась в Маньчжоу-Го для участі в Спеціальних навчаннях Квантунської армії (фактично мобілізація для можливого масштабного конфлікту з Радянським Союзом). Підготовка до війни з Радянським Союзом була офіційно припинена в серпні 1941 року. У вересні дивізія була переведена в Гуандун під командування 23-ї армії ЯІА. У листопаді він повернувся на посаду в апарат Генеральної інспекції військової підготовки.
З серпня 1942 року принц був переведений до військово-повітряних сил Імператорської армії Японії, а з липня 1943 року став командувачем 1-ї повітряної армії. У квітні 1945 року став членом Вищої військової ради.

## Подальше життя
Після капітуляції Японії під час американської окупації Японії в 1947 році Лі Ин втратив свій королівський статус. Він також був оголошений особою без громадянства, оскільки Корея стала незалежною від Японської імперії, а президент Кореї Лі Синман відмовив у його проханні дозволити йому повернутися йому з його родиною на батьківщину. У травні 1947 року, після закінчення американської окупації, він отримав японське громадянство і того ж місяця виїхав до Сполучених Штатів. У березні 1959 року, ще перебуваючи в США, він переніс інсульт. У травні він повернувся до Японії. У 1960 році президент Лі знову відмовив йому в дозволі повернутися до Кореї, але замість цього запропонував принцу посаду корейського посла при дворі Сент-Джеймса. Через хворобу він відмовився, але здійснив поїздку до Нью-Йорка з червня по серпень 1960 року та на Гаваї з березня по травень 1961 року. Його здоров'я швидко погіршувалося, тому з серпня 1961 року він перебував у лікарні в Токіо.
У листопаді 1963 року президент Пак Чон Хі дав дозвіл принцу Лі Ину та кронпринцесі Банджа повернутися до Кореї. На той час принц Лі Ин був без свідомості через церебральний тромбоз. Він проходив лікування в лікарні Святої Марії в Сеулі.
В останні роки свого життя принц Лі Ин жив у Наксон Холі, палаці Чхандок, колишній резиденції Корейської імператорської родини в Сеулі, разом із Банджа та своєю молодшою сестрою принцесою Докхє. Через сім років після повернення до своєї країни він помер 1 травня 1970 року в Наксон Голі палацу Чхандок у Сеулі. Він був похований у Хонрині в Нам'янджу, поблизу Сеула.

## Діти
- Лі Джін (кор.: хангиль: 이진, ханча: 李晋, НЛ: I Jin, МР: Yi Chin; народився 18 серпня 1921 — 11 травня 1922), старший син принца Уна та його дружини, принцеси Банджа. Ї Цзінь раптово помер у дитинстві під час візиту з батьками до Кореї. Це породило теорії змови про обставини його смерті. Його похорони відбулися 17 травня 1922 року, і він похований у Кореї.
- Лі Ґу (кор.: хангиль: 이구, ханча: 李玖, НЛ: I Gu, МР: Yi Ku; народився 29 грудня 1931 — 16 липня 2005), другий син принца Уна та його дружини, принцеси Банджа. Принц Ґу став 29-м главою корейського імператорського дому після смерті свого батька. Він одружився з американською громадянкою Джулією Муллок 25 жовтня 1959 року в церкві Святого Георгія в Нью-Йорку, вони не мали жодних стосунків, але усиновили доньку Євгенію Унсук Лі (Юн Сук) (нар. 1959).

## Почесті
- Корейська імперія: Великий Кордон Ордена Золотого правителя — 17 квітня 1900 року
- Японська імперія: Великий Кордон Ордена Вхідного Сонця з квітами Паулуані — 17 жовтня 1907[6]
- Данія: Великий хрест ордена Даніброга — 10 листопада 1927 року[7]
- Швеція: командир Великого Хреста Ордена Вази з оріжком — 13 листопада 1927 року[8]
- Чехословаччина: Великий хрест Ордена Білого Лева — 16 грудня 1927 року[9]

## Спадщина
Лі Ин відомий посмертно як Лі Ин, спадкоємний принц Кореї Иймін. Схвалена президентом Пак Чон Хі духовна табличка Лі Ина була поміщена в храм Чонмьо 6 травня 1973 року відповідно до королівської традиції.
Резиденція Лі Ина,  палац Кітасіракава в Токіо, спочатку була побудована в 1930 році. Після Другої світової війни його було перетворено на готель Akasaka Prince, який відкрився в 1955 році (пізніше Grand Prince Hotel Akasaka). Після того, як готель було знесено в 2013 році, будівля стала частиною Tokyo Garden Terrace Kioicho, відремонтованого під банкетний зал, тепер відомого як Akasaka Prince Classic House.

## У масовій культурі
- У драматичному фільмі «Остання принцеса» 2016 року його зіграв Пак Суйон.